# Sphaerodactylus cinereus
Espèce
Synonymes
- Sphaerodactylus stejnegeri Cochran, 1931

Sphaerodactylus cinereus est une espèce de geckos de la famille des Sphaerodactylidae.

## Répartition

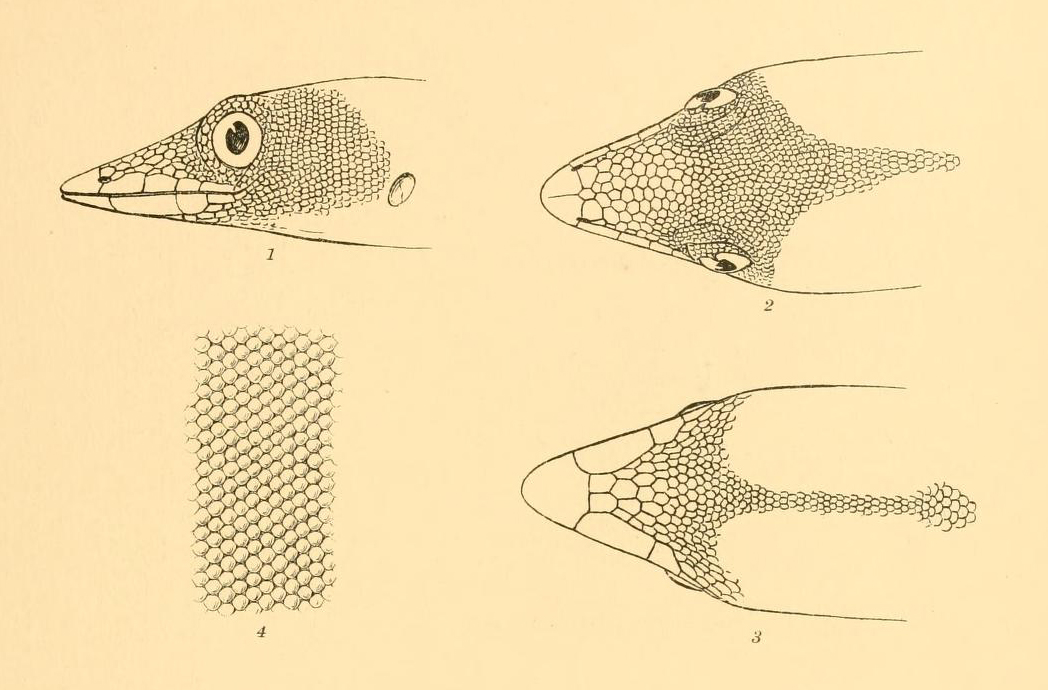

Cette espèce se rencontre :
- sur l'île de Cuba ;
- à Haïti ;
- en Floride aux États-Unis.

## Liste des sous-espèces
Selon The Reptile Database (18 juin 2012) :
- Sphaerodactylus cinereus cinereus Wagler, 1830
- Sphaerodactylus cinereus stejnegeri Cochran, 1931

## Étymologie
Son nom d'espèce, du latin cinereus, « cendré », lui a été donné en référence à sa couleur.

## Publications originales
- Cochran, 1931 : A new lizard from Haiti (Sphaerodactylus stejnegeri). Copeia, vol. 1931, n. 3, p. 89-91.
- Wagler, 1830 : Natürliches System der Amphibien, mit vorangehender Classification der Säugetiere und Vögel. Ein Beitrag zur vergleichenden Zoologie. 1.0. Cotta, München, Stuttgart and Tübingen, p. 1-354 (texte intégral).